# Utetheisa cruentata
Utetheisa cruentata är en fjärilsart som beskrevs av Butler 1881. Utetheisa cruentata ingår i släktet Utetheisa och familjen björnspinnare. Inga underarter finns listade i Catalogue of Life.